# Захаров, Сергей Валентинович
Сергей Валентинович Захаров (18 июля 1970, Ленинград) — российский футболист, защитник.
Воспитанник ленинградской ДЮСШ «Спорт». Выступал в КФК за «Калининец». В 1993—1996 годах играл во второй и третьей лигах за петербургское «Динамо». В 1997 — за любительские «Турбостроитель-ЭЛЭС» и «Турбостроитель». В 1997 году перешёл в белорусский клуб «Торпедо-Кадино» Могилёв, за который в чемпионате в сезонах 1997—1999 провёл 36 игр, забил один гол. Вторую половину сезона-1999 отыграл в первом российском дивизионе в составе клуба «Торпедо-Виктория» НН. В 2000—2001 годах играл в первенстве КФК за «Кондопогу» и БСК Спирово, с которым вышел во второй дивизион, где в 2003 году завершил профессиональную карьеру.
В региональных петербургских соревнованиях выступал за клубы «Дискавери» (2004), «Коломяги-47» (2005—2010).
По состоянию на 2019 год — заместитель генерального директора по качеству «Ленмонтажа», игрок команды в «Лиге чемпионов бизнеса».